# دانييل ستوريدج
دانييل أندري ستوريدج (بالإنجليزية: Daniel Sturridge)، (مواليد 1 سبتمبر 1989 في برمنغهام، إنجلترا)، هو لاعب كرة قدم إنجليزي يلعب في مركز الهجوم، وسبق له أن لعب في الدوري الإنجليزي الممتاز لصالح مانشستر سيتي، تشيلسي، ليفربول و‌وست بروميتش ألبيون ولعب أيضًا في الدوري التركي الممتاز لصالح طرابزون سبور.
بدأ مسيرته الكروية مع نادي مانشستر سيتي عام 2006 ولعب معهم 21 مباراة وسجل 5 اهداف، وفي عام 2009 انتقل إلى نادي تشيلسي. وفي عام 2013 انتقل إلى اللعب في نادي ليفربول الأنجليزي بصفقة بلغت 7.5 مليون جنيه استرليني
أحرز هدف في أول مباراة رسمية مع نادي ليفربول.

## مسيرته الكروية
لعب دانييل ستوريدج خلال مسيرته الاحترافية مع 6 أندية في سبعة عشر موسمًا وسجل خلالها 81 هدفًا ضمن 229 مباراة. حيث فاز في موسمين بالكأس وفي موسم واحد بالدوري.
خاض دانييل ستوريدج مسيرته مع نادي مانشستر سيتي في موسم 2006–07 واستمر معه طيلة ثلاثة مواسم، مشاركًا في 21 مباراة سجل خلالها 5 أهداف. ثم انتقل إلى نادي تشيلسي في موسم 2009–10 في المرة الأولى ولمدة موسمين ثم في موسم 2011–12 ولمدة موسمين، حيث شارك طوالها في 63 مباراة سجل خلالها 13 هدفًا. لينتقل بعدها إلى نادي بولتون واندررز في موسم 2010–11 لمدة موسم واحد، مشاركًا في 12 مباراة سجل خلالها 8 أهداف. ثم انتقل إلى نادي ليفربول في موسم 2012–13 في المرة الأولى ليلعب معه ستة مواسم ثم في موسم 2018–19 لمدة موسم واحد، مشاركًا طوالها في 116 مباراة سجل خلالها 51 هدفًا. هذا وانتقل لاحقًا إلى نادي وست بروميتش ألبيون في موسم 2017–18 لمدة موسم واحد، مشاركًا في 6 مباريات ولم يسجل أي هدف. ثم انتقل بعدها إلى نادي طرابزون سبور في موسم 2019–20 لمدة موسم واحد، مشاركًا في 11 مباراة سجل خلالها 4 أهداف.

## روابط خارجية
- دانييل ستوريدج على موقع الاتحاد الدولي (مؤرشف)  (الإنجليزية)
- دانييل ستوريدج على موقع الاتحاد الأوربي (الإنجليزية)
- دانييل ستوريدج على موقع اتحاد تركيا (لاعب) (الإنجليزية)
- دانييل ستوريدج على موقع قاعدة بيانات كرة القدم.إي يو (الإنجليزية)
- دانييل ستوريدج على موقع ليكيب (الفرنسية)
- دانييل ستوريدج على موقع ناشيونال فوتبول تيمز (الإنجليزية)
- دانييل ستوريدج على موقع Soccerbase.com (لاعب) (الإنجليزية)
- دانييل ستوريدج على موقع Soccerway.com (الإنجليزية)
- دانييل ستوريدج على موقع عالم كرة القدم.نت (الإنجليزية)
- دانييل ستوريدج على موقع كووورة